# Oh Yoko!
Oh Yoko! è una canzone scritta e interpretata da John Lennon. La canzone, uscita nel 1971, fa parte originariamente dell'album Imagine ed è stata poi inserita anche in Working Class Hero: The Definitive Lennon (2005).
Nel brano, che è rivolto alla moglie Yōko Ono, suonano con Lennon anche Nicky Hopkins al piano e il co-produttore Phil Spector (armonica e voce). Lennon suona l'armonica per la prima volta in un brano solista (dai tempi dei Beatles di Rocky Raccoon) e si tratta dell'ultima registrazione in cui suona questo strumento.